# Kîrpîcine, Melitopol
Kîrpîcine (în ucraineană Кирпичне) este un sat în comuna Dolînske din raionul Melitopol, regiunea Zaporijjea, Ucraina.

## Demografie
Componența lingvistică a localității Kîrpîcine
     Rusă (92,05%)
     Ucraineană (7,95%)
Conform recensământului din 2001, majoritatea populației localității Kîrpîcine era vorbitoare de rusă (92,05%), existând în minoritate și vorbitori de ucraineană (7,95%).